# Gare de Royat - Chamalières
Gare de Royat – Chamalières – stacja kolejowa w Chamalières, w departamencie Puy-de-Dôme, w regionie Owernia-Rodan-Alpy, we Francji.
Jest stacją Société nationale des chemins de fer français (SNCF), obsługiwaną przez pociągi TER Auvergne.

## Położenie
Znajduje się na wysokości 456 m n.p.m., na 501,913 km linii Bordeaux – Sète, pomiędzy stacjami Durtol – Nohanent i Clermont-La Rotonde.

## Historia
Przystanek otwarto w 2004.

## Linie kolejowe
- Eygurande – Merlines – Clermont-Ferrand